# Antoine Huberty
Antoine Huberty (c. 1722–13 janvier 1791) est un musicien, éditeur et graveur de partition de descendance flamande qui exerce à Paris puis Vienne, dans la seconde moitié du XVIIIe siècle. On trouve parfois son nom sous les formes d’Anton Huberty ou Antoine Huberti.

## Biographie

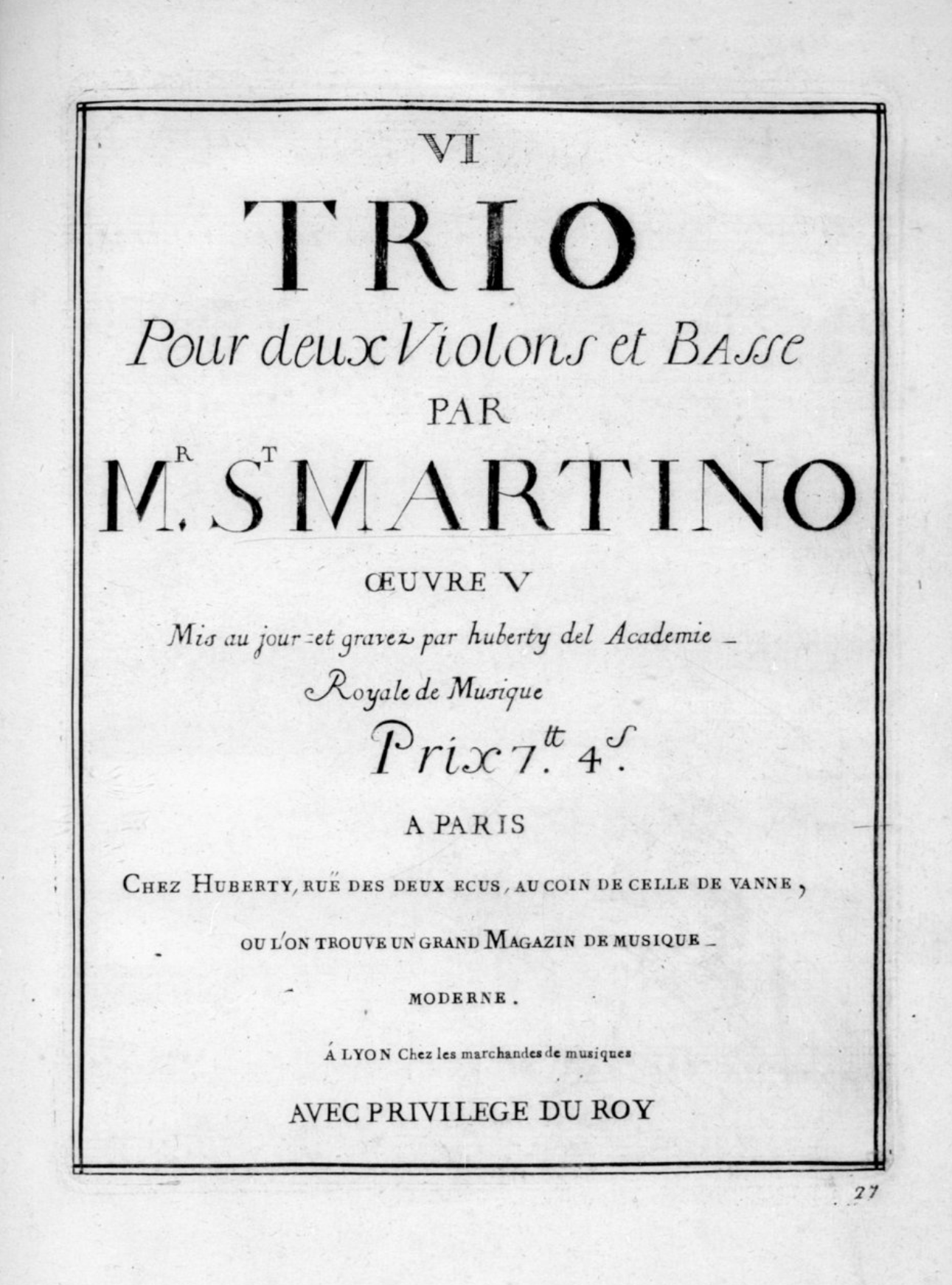
Page de titre des « 6 Trios », opus 7 pour 2 violons et basse de Sammartini, dans l'édition de Huberty (Paris, s.d.)

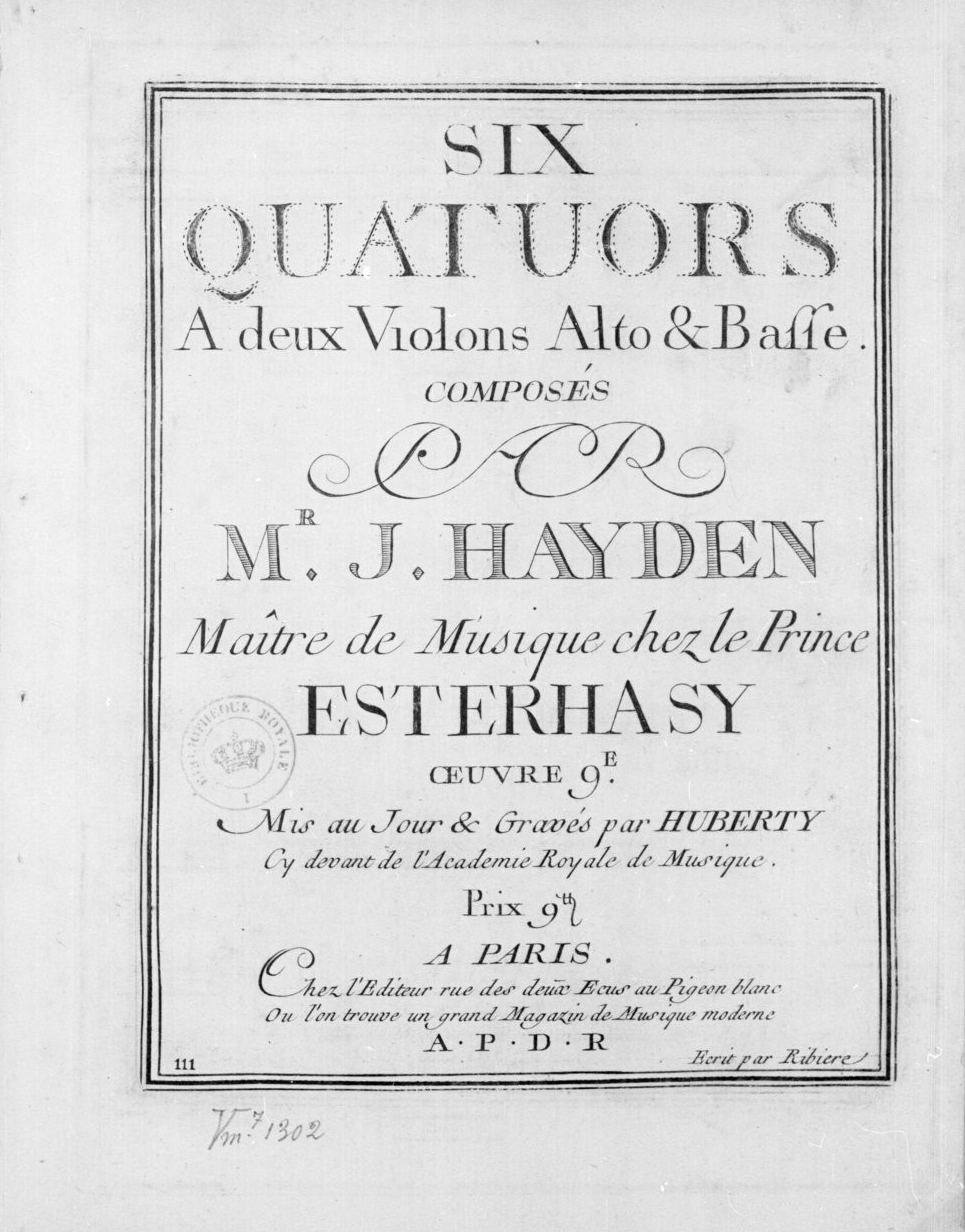
Page de titre de l'édition des quatuors à cordes, opus 9 de Joseph Haydn (Paris, 1772 chez Huberty)

Huberty travaille à Paris dès 1756 en tant que musicien à l’opéra et interprète à la viole d’amour, mais il est plus connu pour ses activités de graveur et d’éditeur de musique.
Ses premières publications datent de 1756, dans des œuvres de Wagenseil. Entre 1758 et 1760, il est brièvement l’associé de La Chevardière autre éditeur parisien important. Ses enseignes et adresses successives sont, Rue du Roule : A la Croix d'or ; Rue de l'Arbre-Sec, Rue du Chantre : A l'Hôtel Saint-Esprit ; rue des Deux-Écus : Au Pigeon blanc. À Paris, Huberty publie Weignesel, Holzbauer, Vaňhal, Benda, Franz Aspelmayr, Zappa, Anton Filtz, Pugnani, Sammartini, etc.
À partir de février 1770, poussé sans doute par le libraire Hermann Josef Kruchten le persuade de se déplacer à Vienne, où la gravure sur cuivre était peu pratiquée à l'époque. Il cède momentanément son magasin à l'éditeur Sieber, en 1771.
Huberty et sa famille déménage dans la capitale autrichienne début de 1777 et il ouvre son entreprise dans l’Alstergasse, Zum goldenen Hirschen [Au cerf d’or]. Cependant, incapable de rivaliser avec la concurrence de Torricella et Artaria, il n’ouvre pas sa propre boutique et travaille pour eux : dès 1781, il grave pour Torricella et plus tard, de plus en plus avec Artaria et d'autres éditeurs. Son travail de graveur est reconnaissable même sans sa marque, « Huberty sculps ».
À la fin de sa vie, Huberty est réduit à la plus grande pauvreté et travaille uniquement sur la technique des plaques de gravure qui ont été utilisées par Artaria, Hoffmeister et Kozeluch.

## Liens contextuels
- Édition musicale
- Répertoire international des sources musicales